# La Borde
La Borde – prywatna klinika psychiatryczna dla dorosłych położona we francuskim departamencie Loir-et-Cher. Założona została w 1953 roku przez psychiatrę Jeana Ouryego.
Szpital posiada 107 łóżek i prowadzony jest w nim system psychoterapii instytucjonalnej.
Klinika jest podzielona na 5 sektorów, z których 4 (Park, Zamek, Pawilon Drzew, "Rozszerzenie") należą wyłącznie do kliniki. Piąty sektor nosi nazwę "Accueil-Rez-de-Chaussée" i jest przeznaczony dla odwiedzających gości i rodzin pacjentów.
Już w latach 50 XX wieku utworzono Kluby Terapeutyczne, które koncentrują się na następujących warsztatach tematycznych: ogród, szklarnia, stajnie, sport, rzemiosło, czasopisma, biblioteki, muzyka, teatr, fotografia, wideo, tytoń, bar, catering, podróże, etc. Warsztaty te obejmują nie tylko "działania artystyczne", ale także życie codzienne (sprzątanie, gotowanie).

## System opieki
Naczelną zasadą tego typu instytucjonalnej opieki psychiatrycznej jest następujące podejście:
- choroba psychiczna jest problemem społecznym, gdyż społeczeństwo dokonuje wykluczenia jednostek nieprzystosowanych;
- nieprzystosowanie "chorego" polega na odrzuceniu przez niego norm i wartości przyjętych w danym typie społeczeństwa;
- wykluczenie "chorego" ze społeczeństwa pozwala na stworzenie dla niego azylu, w którym może nadal się rozwijać w wybranych przez niego kierunkach;
- pacjent nie jest poddawany żadnej "instytucjonalnej przemocy" (żaden "aparat władzy", ani żaden pracownik kliniki nie podejmuje żadnej decyzji za pacjenta), stawia się na usamodzielnianie i coraz szerszy zakres radzenia sobie samemu.

## Podejście do pacjenta
Atmosfera kliniki pozwala na takie traktowanie pacjenta, że uwzględnia jego rzeczywiste pragnienia i niepowtarzalność osobowości. Każdy pacjent jest traktowany nie tylko jako jednostka, ale także jako członek pewnej grupy, ale nie grupy w danym typie społeczeństwa (w tym przypadku kapitalistycznego), tylko takich grup, które oparte są na pewnych zainteresowaniach (warsztaty). Umożliwia to "aseptyczny" sposób leczenia – bez "zanieczyszczeń", które występują w naturalnym społeczeństwie.